# Малі Кулики
Малі Кулики - село в Моршанському районі Тамбовської області Росії.
Адміністративний центр Куликівської сільради.

## Географія
Розташоване на річці Разазовка і її притоці Ісорок, за 17 км на захід від центру міста Моршанськ, та за 82 км на північ від центру Тамбова.
На північ знаходиться село Великі Кулики.

## Населення
Станом на 2002 рік у селі мешкало 520 людей.
Згідно з результатами перепису 2002 року, у національній структурі населення росіян становили 98 % від жителів.

## Відомі уродженці
- Попов Василь Костянтинович — український вчений-правознавець, спеціаліст в області екологічного права.

## Примітка
1. ↑  Коряков, Ю. Б. (2016). БД Этно-языковой состав населённых пунктов России. lingvarium.org (рос.). Архів оригіналу за 13 липня 2014. Процитовано 11 березня 2022.
2. ↑  Коряков, Ю. Б. Тамбовская область (рос.). База данных «Этно-языковой состав населённых пунктов России». Архів оригіналу за 11 лютого 2022. Процитовано 11 березня 2022.